# Nová Cerekev
Nová Cerekev (deutsch Neu Cerekwe, auch Neu Zerekwe) ist eine Minderstadt in Tschechien. Sie liegt acht Kilometer westlich von Pelhřimov und gehört zum Okres Pelhřimov.

## Geographie
Nová Cerekev befindet sich im Südwesten der Böhmisch-Mährischen Höhe. Das Städtchen liegt am östlichen Fuße des Hügels Na Vrších (612 m) am linken Ufer des Baches Cerekvický potok (Cerekwe). Südöstlich erhebt sich der Hejlov (609 m) und im Süden der Orlov (674 m). An der nördlichen Peripherie verläuft die Eisenbahnstrecke Tábor – Pelhřimov.
Nachbarorte sind Litohošť und Čížkov im Norden, Stanovice und Dubovice im Nordosten, Vlásenický Dvůr und Vlásenice im Osten, Nový Dvůr und Proseč-Obořiště im Südosten, Chmelná im Süden, Hanuska, Hatě, Čekal und Moraveč im Südwesten, Peklůvko, Vysoká Lhota und Zlátenka im Westen sowie Němkovičky und Leskovice im Nordwesten.

## Geschichte
Der Ort wurde wahrscheinlich bereits im 12. Jahrhundert gegründet. Einige Überlieferungen gehen davon aus, dass die Gründung 1224 durch Bischof Pilgrim von Prag erfolgt sein soll. Die erste schriftliche Erwähnung von Cierkev stammt aus dem Jahre 1330. Der Ortsname leitete sich von der früheren Holzkirche ab. Seit 1379 ist die Existenz eines Pfarrers in Cierkev nachweisbar, diesem gehörte zugleich der Hof Čížkův. Bis zu den Hussitenkriege gehörte Cierkev zu den Besitzungen des Bistums Prag. Seit 1543 besaßen die Leskovský von Leskovec Cerekwe, das mit dem Gut Čížkův eine selbstständige Herrschaft bildete. Im selben Jahre erhob Ferdinand I. Cerekwe zum Städtchen und erneuerte die Privilegien zur Abhaltung zweier Jahrmärkte und eines dienstäglichen Wochenmarktes. Zentrum des mit Toren versehenen Städtchens bildete der große Markt, um den giebelseitig die meisten Häuser von Cerekwe sowie das Rathaus mit Turm und Glocke errichtet waren. 1466 überließ Georg von Podiebrad Cerekwe einschließlich Čížkov erblich an Václav von Leskovec. Die nördliche Vorstadt bildete das Judenviertel. Zwischen 1760 und 1765 waren die Woracziczky von Pabienitz Besitzer von Cerekwe. Nachfolgende Besitzer waren die Herren von Rokos, welchen auch das Gut Pavlov sowie Wenzel Schulz, der in Čížkov ein Schloss errichten ließ und nach ihm die Grafen Auersperg. Anstelle der früheren Bürstenmanufaktur errichtete der Jude Gabriel im 18. Jahrhundert eine Pottaschefabrik. 1790 brach dort ein Brand aus, der den gesamten Ostteil von Cerekwe einschließlich der Kirche und des Pfarrhauses erfasste und in Schutt und Asche legte. Nach dem Wiederaufbau erhielt die Kirche einen hölzernen Glockenturm. Die Wiedererrichtung des Rathauses wurde von übergeordneten Stellen abgelehnt und Cerekwe musste zudem nach der Errichtung des Kriminalgerichts Pelhřimov seine diesbezüglichen Rechte dorthin abtreten. Die Besitzer der Herrschaft Cerekwe, das italienische Geschlecht di Arielli, ließ 1796 am Markt Fleischbänke errichten, die später durch die jüdische Gemeinde erworben und zu einer jüdischen Privatschule, in der deutsche Sprache und jüdische Religion gelehrt wurden. Am 4. Juni 1822 brach in einem Bürgerhaus beim Auslassen von Fett ein Brand aus, der sich rasch ausbreitete und die Kirche, den Glockenturm, das Pfarrhaus, die Schule und 99 Wohnhäuser erfasste. Dabei starben fünf Erwachsene und drei Kinder. 17 Häuser konnten bei den Löscharbeiten vor der Feuersbrunst gerettet werden. Beim Wiederaufbau erhielt der Markt dadurch eine Neugestaltung, dass die Häuser nunmehr frontseitig um den Platz errichtet wurden. 1827 verstarben 27 Einwohner beim Ausbruch der Roten Ruhr. Weitere Grundherren waren der Freiherr von Jeník und ab 1828 die Familie Oppelt, die den Besitz an den Vater des Schriftstellers František Jaromír Rubeš verpachtete. 1835 kaufte der Prager Bürger Martin Ringhoffer die Herrschaft. Diesem folgte 1841 sein Schwiegersohn Ferdinand Walser. 1836 hatte das Städtchen 1024 Einwohner, davon waren 839 Katholiken, 151 Juden und 34 Nichtkatholiken.
Nach der Aufhebung der Patrimonialherrschaften bildete der Markt Nová Cerekvice ab 1850 mit den Ortsteilen Chmelná eine Gemeinde in der Bezirkshauptmannschaft Pelhřimov. 1852–1853 errichtete der Baumeister Stephan Walser, ein Bruder des Grundbesitzers Ferdinand Walser, das Gebäude der Grundschule. Er plante und leitete auch 1855 den Umbau der Synagoge. 1888 wurde nördlich des Judenviertels der Bahnhof errichtet. Zum Ende des 19. Jahrhunderts setzte sich der Ortsname Nová Cerekev/Neu Cerekwe durch. 1930 löste sich Chmelná los und bildete eine eigene Gemeinde. Im Jahre 1961 erfolgte die Eingemeindung von Stanovice. Chmelná wurde 1975 zusammen mit dessen Ortsteil Myslov eingemeindet. 1980 wurden noch Markvarec und Proseč-Obořiště mit dem Ortsteil Částkovice an Nová Cerekev angeschlossen. Seit dem 10. Oktober 2006 besitzt Nová Cerekev wieder den Status eines Městys.

## Gemeindegliederung
Der Městys Nová Cerekev besteht aus den Ortsteilen Částkovice (Tschastkowitz), Chmelná (Chmelna), Markvarec (Markwaretz, älter Markwarts), Myslov (Mislow), Nová Cerekev (Neu Cerekwe), Proseč-Obořiště (Prosetsch Woborschischt, auch Prosetsch Neuhof) und Stanovice (Stanowitz), die zugleich auch Katastralbezirke bilden.

## Sehenswürdigkeiten

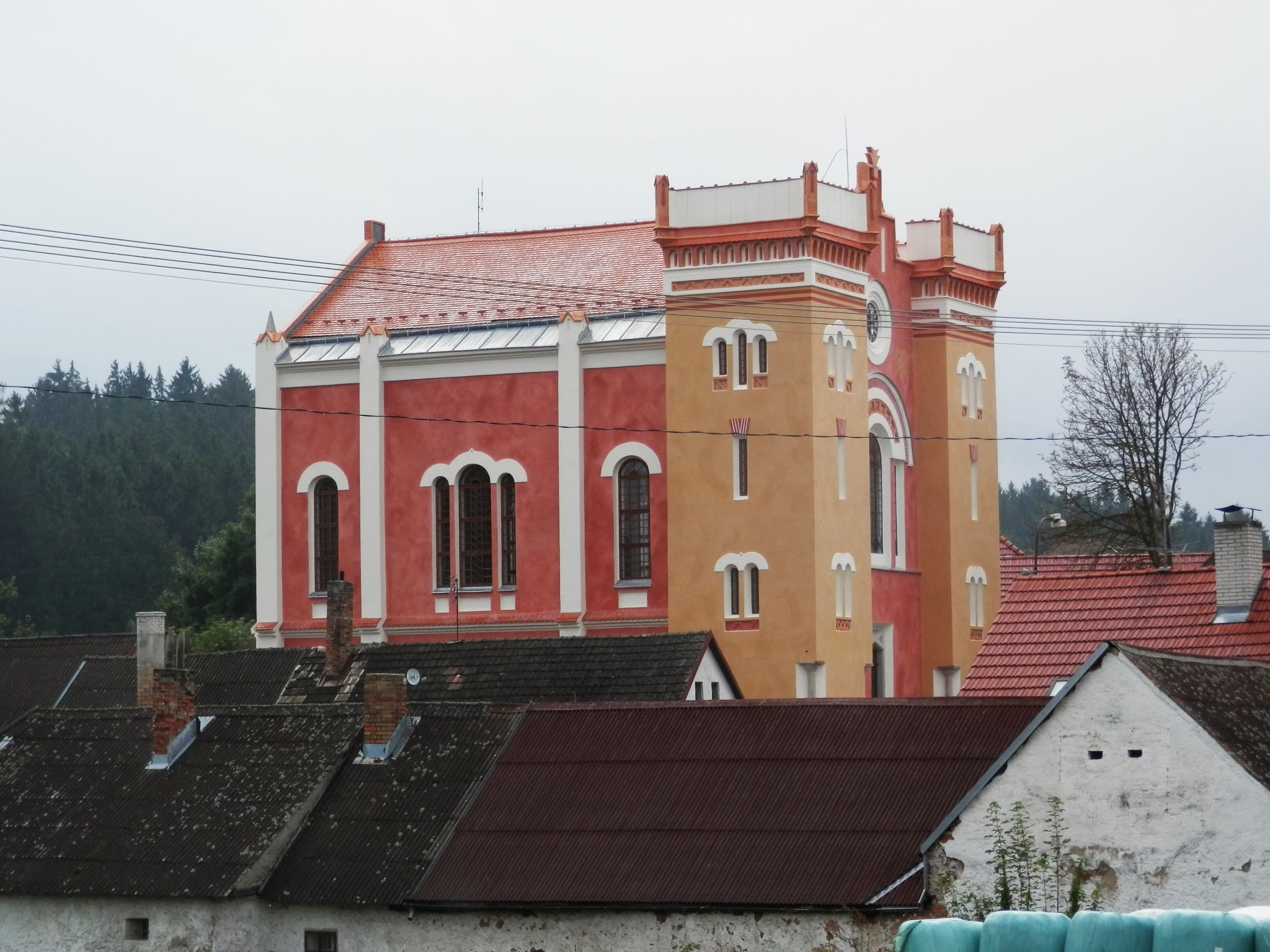
Synagoge in Nová Cerekev

- Kirche des hl. Thomas Becket am Markt. Sie entstand nach dem Vorbild der Kirche des hl. Jakobus in Prag, ihre barocke Gestalt erhielt sie 1758 unter Antonia Theresia Woracziczky von Pabienitz. Adam Woracziczky auf Prčice ließ in der Kirche eine Familiengruft anlegen, die später durch Franz Helfried Reichsgraf Woracziczky erneuert wurde. Die Herren von Rokos ließen Pfeiler und Bögen sowie Eisenstangen im Kuppelgewölbe der Kirche einbauen.
- herrschaftlicher Speicher, er wurde später zu einer Weberei und danach zu einem Wohnhaus umgebaut, heute ist darin die Gemeindeverwaltung untergebracht
- Synagoge, erbaut 1855 im maurischen Stil durch den Baumeister Stephan Walser
- Jüdischer Friedhof, hier befindet sich die letzte Ruhestätte des Malers Alfred Justitz (1879–1934)
- Marktbrunnen
- Mariensäule auf dem Markt
- Schloss Proseč-Obořiště, es entstand durch Umbau einer seit 1398 nachweislichen Feste. Im 16. Jahrhundert wurde es im Renaissancestil errichtet und im 18. Jahrhundert barock umgestaltet
- Havlíček-Eiche bei Proseč-Obořiště, der 500-jährige und 22 hohe Baum hat einen Stammumfang von 5,60 m. Benannt ist er nach Karel Havlíček Borovský, der sich an der Eiche mit der Försterstochter Julie Sýkora traf.
- Kapelle des hl. Rochus in Proseč-Obořiště
- Pachtův špejchar in Stanovice, der aus dem 16. Jahrhundert stammende Speicherbau weist noch Reste von Sgraffitoputz auf
- Kapelle Mariä Wiegenfest in Stanovice, errichtet 1905–1906 anstelle eines hölzernen Vorgängerbaus